# Francesco Pennisi (Komponist)
Francesco Pennisi (* 11. Februar 1934 in Acireale; † 8. Oktober 2000 in Rom) war ein italienischer Komponist.

## Leben und Wirken
Pennisi studierte in seiner Jugend Musik und Malerei. Er war in Rom Schüler des amerikanischen Komponisten Robert W. Mann. Nachdem seine Kompositionen 1962 erstmals bei den Settimane Internazionali di Nuova Musica in Palermo Aufmerksamkeit erregt hatten, wurden sie auch bei der Biennale von Venedig, der Biennale des Jeunes in Paris und der Reconnaissance des musiques modernes in Brüssel aufgeführt. 
Zu dieser Zeit gründete er auch mit Franco Evangelisti, Aldo Clementi und Daniele Paris in Rom die Gesellschaft Nuova Consonanza. 1972 wurde bei der Biennale von Venedig sein erstes Bühnenwerk Sylvia simplex (ornitoscopia) aufgeführt, dem weitere folgten. Daneben komponierte er Schauspielmusiken, Orchester- und kammermusikalische Werke, Vokalmusik und Werke für Soloinstrumente.

## Werke
- Sylvia simplex (Ornitoscopia), scena für Sopran, Conferencier, Dia- und Filmprojektionen und Kammerorchester, 1972
- Carteggio für Flöte, Cello und Cembalo, 1979
- La partenza di Tisias für Viola und Orchester, 1979
- Arioso mobile für Flöte und Orchester, 1981
- La descrizione dell’Isola Ferdinandrea, scena in sieben Bildern für Sopran, Tenor, Bariton, zwei Schauspieler, Frauenchor und Kammerorchester, 1983
- L’Orestea (nach Aischylos), Schauspielmusik, 1983–85
- L’arrivo dell’unicorno für Harfe und Orchester, 1984
- Eclissi e Fleri für Flöte und Orchester, 1985
- La tragedia di Didone, regina di Cartagine (nach Christopher Marlowe), Schauspielmusik, 1986
- L’esequie della luna für zwei Soprane, Sprecher, Vokalquartett, Gitarre, Flöte und Kammerorchester, 1991
- Angelica in bosco für Harfe und Orchester, 1991
- The Wild Swans für Sopran und sieben Instrumente, 1992
- Medea dixit für Sopran und acht Instrumente, 1993
- Tristan, studio per un’azione musicale für zwei Soprane, Tenor, Bariton und Orchester, 1995